# Money in the Bank (2011)
Cet article concerne l'édition 2011 du pay-per-view Money in the Bank. Pour toutes les autres éditions, voir WWE Money in the Bank.
L’édition 2011 de Money in the Bank est une manifestation de catch professionnel télédiffusée et visible uniquement en paiement à la séance. L'événement, produit par la World Wrestling Entertainment (WWE), a eu lieu le 17 juillet 2011 dans la salle omnisports Allstate Arena à Rosemont, dans l'Illinois. Il s'agit de la seconde édition annuelle de Money in the Bank.

## Contexte
Les spectacles de la WWE en paiement à la séance sont constitués de matchs aux résultats prédéterminés par les scénaristes de la WWE. Ces rencontres sont justifiées par des storylines - une rivalité avec un catcheur, la plupart du temps - ou par des qualifications survenues dans les émissions de la WWE telles que Raw, WWE SmackDown et WWE Superstars. Tous les catcheurs possèdent un gimmick, c'est-à-dire qu'ils incarnent un personnage gentil ou méchant, qui évolue au fil des rencontres. Un pay-per-view comme Money in the Bank est donc un événement tournant pour les différentes storylines en cours.

## Matchs

### Match pour le WWE Championship
Le lendemain de sa victoire face à Rey Mysterio à Capitol Punishment, CM Punk se montre présent lors de RAW. Il explique qu'il veut que le General Manager Anonyme de RAW l'informe immédiatement qu'il est le nouveau challenger au WWE Championship de John Cena. Ce dernier annonce que le même soir aura lieu un match entre Rey Mysterio, Alberto Del Rio et CM Punk pour déterminer le challenger no 1. CM Punk remporte ce match et dit ensuite que le 17 juillet aura lieu Money In The Bank, sera le jour de la fin de son contrat avec la WWE. Il veut gagner le titre à Money In The Bank, chez lui à Chicago et quitter la WWE avec le WWE Championship.
Le 27 juin à Raw, CM Punk fait sa promotion où il est très critique envers la WWE, John Cena et Mr. McMahon. La soirée est interrompue avant qu'un communiqué de la WWE n'annonce la suspension de CM Punk. Le match est donc annulé.
Cependant, le 4 juillet (enregistré le 28 juin), John Cena intervient auprès de Vince McMahon pour que CM Punk soit réintégré à la WWE et que le match ait lieu ; le président de la compagnie, refusant de prendre le risque de perdre le WWE Championship, organise un match pour désigner un nouveau prétendant au championnat entre R-Truth, Rey Mysterio et Alberto del Rio, remporté par ce dernier. Finalement, Vince McMahon accepte la proposition de Cena, mais ajoute une condition au match : si Cena perd le titre, il est renvoyé.
Lors du Raw suivant, Vince McMahon propose à Punk une entente moyennant une grosse somme d'argent mais se fait de nouveau humilier par Punk.

### Match pour le World Heavyweight Championship
À Extreme Rules 2011 où après le départ d'Edge, Christian remporte le World Heavyweight Championship contre Alberto Del Rio dans un match de l'échelle. Cinq jours plus tard, Randy Orton défie Christian pour le titre à WWE SmackDown pour un match qui se disputera le soir même. Christian perd le titre. Ce moment de sa carrière le hante à tel point que, quelques semaines plus tard, après une rivalité cordiale avec son rival Orton et une nouvelle défaite à Over the Limit 2011, Christian fait un heel turn progressif en l'attaquant à plusieurs reprises avec la ceinture. À Capitol Punishment, Christian perd à nouveau, malgré une décision litigieuse de l'arbitre (Christian avait un pied sous la première corde au moment du tombé victorieux d'Orton, ce qui aurait dû rendre le tombé invalide). S'estimant victime d'une injustice, il demande et obtient une dernière chance de remporter le World Heavyweight Championship contre Randy Orton à Money In The Bank, match pour lequel il a une stipulation particulière : si Orton est disqualifié ou que l'arbitre commet une erreur sur le tombé, Christian est désigné champion.

### Match pour le Divas Championship
Le 20 juin à Raw, Kelly Kelly gagne pour la première fois de sa carrière le WWE Divas Championship face à Brie Bella. Elle défend son titre la semaine suivante face à Nikki Bella dans un match de soumission et gagne ce match grâce à un Boston Crab. Dans la même soirée, la promotion de Money in the Bank annonce que Brie Bella obtient une revanche pour tenter de récupérer le WWE Divas Championship face à Kelly Kelly. Le 11 juillet Kelly Kelly bat Melina avant de se faire attaquer par les Bella Twins.

### Big Show contre Mark Henry
De retour de sa blessure au genou, Big Show agresse Mark Henry dans le ring à WWE SmackDown. Lors du pay-per-view Capitol punishement, Mark Henry intervient lors du match du Big Show et d'Alberto Del Rio, en faisant passer le géant à travers la table des commentateurs. La rivalité grandit au fil des semaines. À RAW Roulette, Alberto Del Rio doit affronter à nouveau le Big Show dans un Steel Cage Match. À nouveau Mark Henry intervient : il enlève la porte de la cage (ce qui permet à Del Rio de sortir et de gagner), et s'en sert pour attaquer le Big Show. Ce dernier passera même au travers de la cage. Le match est officialisé le soir même entre les deux hommes.

### Matchs de l'échelle pour les mallettes Money in the Bank
La récompense des Money in the Bank Ladder Matchs est une mallette, qui représente, pour celui qui la gagne, le droit d'avoir un match de championnat du monde pour un des championnats (World Heavyweight Championship pour la division WWE Smackdown, le WWE Championship pour Raw) ; les vainqueurs ont un an à compter de la date du gain pour encaisser leur mallette. Chaque roster a donc son propre match pour la mallette.

#### Money In the Bank Ladder Match de Raw
Annoncés le 27 juin lors de Raw, The Miz, Alex Riley, Rey Mysterio, Alberto Del Rio, R-Truth, Kofi Kingston, Evan Bourne et Jack Swagger sont les participants du MITB de Raw. Rey Mysterio, The Miz et Jack Swagger sont des anciens champions du monde, ces deux derniers vainqueurs du MITB l'an dernier (respectivement Raw et WrestleMania). Depuis cette date les différents participants exécutent des promos concernant le match et leur victoire, et s'affrontent.

#### Money In the Bank Ladder Match de SmackDown
Annoncés lors du show diffusé le 1er juillet et marquant le retour du Celtic Warrior par la même occasion, Kane, Sheamus, Sin Cara, Cody Rhodes, Wade Barrett, Justin Gabriel, Heath Slater et Daniel Bryan sont désignés participants au MITB de Smackdown cette année. Il réunit entre autres l'ancien vainqueur du MITB Kane, et le double champion du monde Sheamus. À partir de cette annonce les différents participants s'affrontent dans des matchs (simple ou par équipe).

## Tableau des résultats
| #                                                                | Match | Stipulation | Durée |
| ---------------------------------------------------------------- | --- | --- | ----- |
| Dark                                                             | Santino Marella et Vladimir Kozlov battent David Otunga et Curtis Axel                                     | Match par équipe | 4:08  |
| 1                                                                | Daniel Bryan bat Kane, Sin Cara, Wade Barrett, Cody Rhodes, Justin Gabriel, Heath Slater et Sheamus        | Money in the Bank Ladder match de la division SmackDown                                                                                             | 24:27 |
| 2                                                                | Kelly Kelly (c) bat Brie Bella                                                                             | Match simple pour le Championnat des divas | 4:54  |
| 3                                                                | Mark Henry bat Big Show                                                                                    | Match simple | 6:00  |
| 4                                                                | Alberto Del Rio bat The Miz, R-Truth, Alex Riley, Jack Swagger, Evan Bourne, Rey Mysterio et Kofi Kingston | Money in the Bank Ladder match de la division Raw                                                                                                   | 15:54 |
| 5                                                                | Christian bat Randy Orton (c) par disqualification                                                         | Match simple pour le Championnat du monde poids-lourds En cas de disqualification d'Orton ou d'erreur de l'arbitre, Christian est déclaré champion. | 12:20 |
| 6                                                                | CM Punk bat John Cena (c)                                                                                  | Match simple pour le Championnat de la WWE Si CM Punk gagne, John Cena est renvoyé de la WWE.                                                       | 33:44 |
| (c) désigne le(s) champion(s) défendant son titre dans le match. | | |       |

## Déroulement détaillé du show

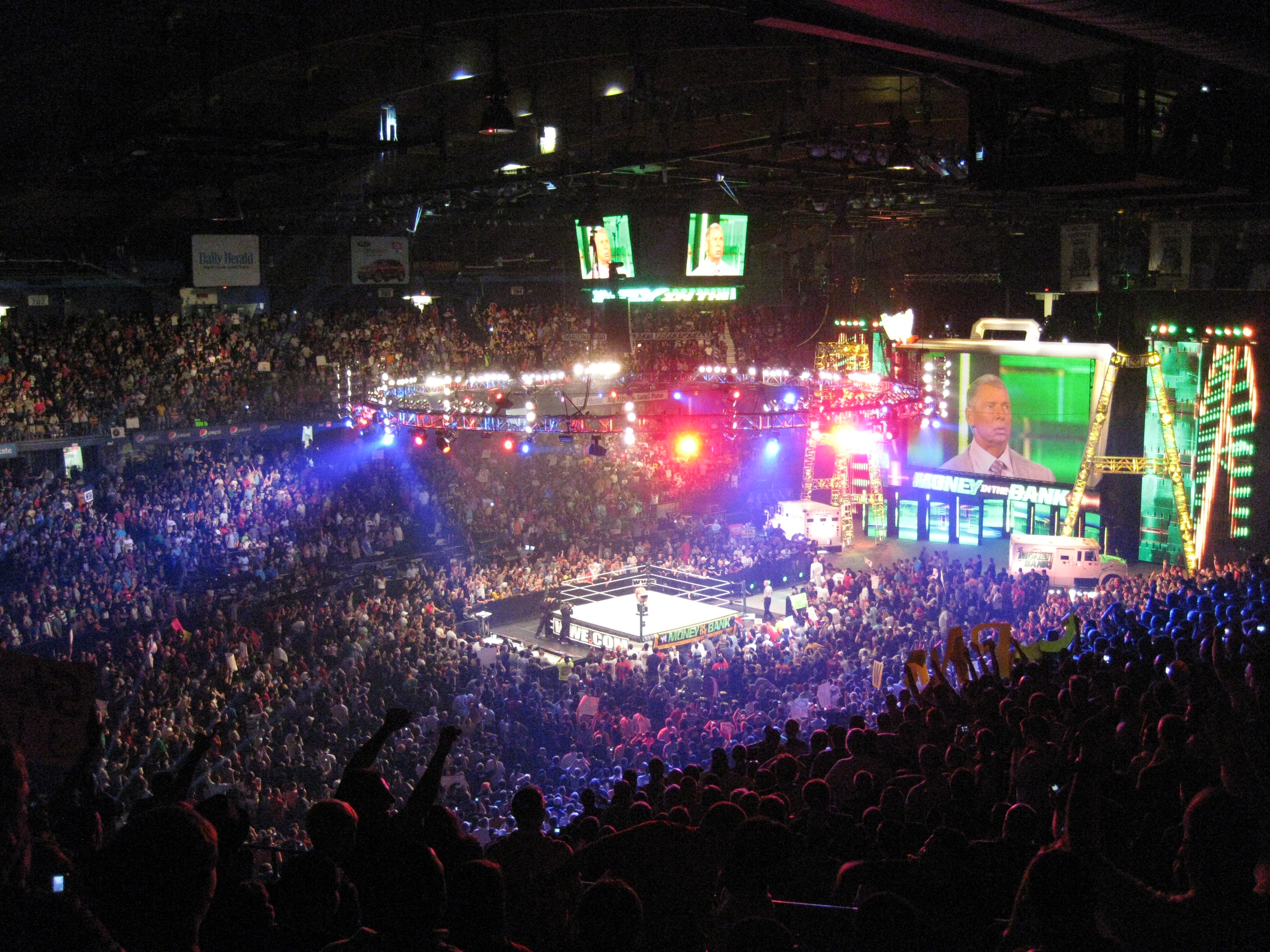
L'Allstate Arena lors de Money in a Bank 2011

Sin Cara a été éliminé du Money in the Bank Ladder Match de SmackDown à la suite d'une powerbomb de Sheamus sur une échelle. Celui-ci est donc reparti sur une civière. La raison de ce départ sur civière est une suspension à l'encontre de Sin Cara d'une durée de 30 jours à compter du 18 juillet.
Après 24 minutes et 27 secondes de combat, Daniel Bryan remporte le Money in the Bank Ladder Match de Smackdown en poussant de l'échelle Cody Rhodes puis Wade Barrett.
Kelly Kelly est accompagnée d'Eve Torres lors de son match contre Brie Bella pour le WWE Divas Championship. Celle-ci est également accompagnée par sa sœur jumelle Nikki Bella. Kelly Kelly est parvenue à conserver son titre après un match de 4 minutes et 54 secondes, en faisant le tombé après son K2.
Après sa victoire contre Big Show, Mark Henry le blesse à la jambe en sautant dessus après l'avoir coincé dans une chaise ; Big Show quitte alors le ring en civière.
Avant de commencer le Money in the Bank Ladder Match de Raw, tous les concurrents se sont munis d'une échelle présente à l'entrée de la scène. The Miz a été blessé au genou droit pendant le Money in the Bank Ladder Match de Raw à la suite du renversement de l'échelle par Alberto Del Rio sur laquelle il s'était posé. Le catcheur a quitté le ring aidé par l'équipe médicale. Malgré sa blessure, The Miz est revenu sur le ring pour saisir la mallette. Néanmoins, après une intervention de Rey Mysterio, The Miz s'est retrouvé projeté hors du ring. Alberto Del Rio a enlevé le masque de Rey Mysterio puis l'a projeté de l'échelle. Il a ensuite remporté le Money in the Bank Ladder Match après 15 minutes et 54 secondes de combat.
Au début du match l'opposant à Randy Orton, Christian l'a tenté en lui donnant une chaise. Néanmoins, Randy ne pouvant pas être disqualifié sans perdre le titre, il fut contraint de la jeter hors du ring. Christian parvient à remporter le WWE World Heavyweight Championship à la suite de la disqualification de Randy Orton, ce dernier lui ayant donné un coup de pied dans l'entrejambe après que Christian lui a craché au visage. Le match a duré 12 minutes et 20 secondes. Après sa défaite, Randy Orton, fou de rage, s'acharne sur Christian et lui porte deux RKO sur la table des commentateurs espagnols.
En faisant son entrée et pendant la totalité du match, John Cena s'est fait huer par le public, ce qui est extrêmement rare dans un combat impliquant le catcheur ; en effet, le match se tenait à Chicago, ville natale de CM Punk. Celui-ci met officiellement fin à sa carrière dans la fédération en remportant le WWE Championship face à John Cena. Le président de la WWE Vince McMahon était présent à la fin du main event. Son adjoint, John Laurinaitis, a tenté d'avantager John Cena en faisant sonner la cloche pendant que Cena portait le STF, rééditant le Montreal Screwjob pour la deuxième fois de sa carrière (la prèmière fois face à Undertaker à Breaking Point) mais celui-ci l'a violemment frappé et s'est retourné vers le chairman pour lui parler, CM Punk profite de ce moment de distraction pour exécuter sa prise, le GTS, sur Cena et ainsi faire le tombé. À la fin du match, Vince McMahon appelle Alberto Del Rio pour que celui-ci puisse encaisser son Money in the Bank et tenter sa chance pour le WWE Championship mais CM Punk lui donne un coup de pied et fuit l'arène avec le titre en traversant le public.
Le match opposant John Cena et CM Punk est le deuxième match de PPV le plus long de l'année 2011 après le Royal Rumble match. Les deux catcheurs se sont affrontés pendant 33 minutes et 44 secondes.

## Conséquences
- C'est la deuxième fois consécutive que le match à l'échelle de Smackdown est plus long que celui de Raw.
- Alberto Del Rio utilisera sa mallette contre CM Punk lors de SummerSlam le 14 août 2011. Il remportera le WWE Championship.
- Daniel Bryan a d'abord annoncé qu'il utiliserait sa mallette lors de WrestleMania XXVIII. Il l'utilisera finalement contre le Big Show à TLC le 18 décembre 2011. Il remportera le WWE World Heavyweight Championship.
- Le match opposant John Cena et CM Punk fut noté 5 étoiles. Il fut également élu match de l'année 2011.